# ラス・カンケル
ラス・カンケル（Russ Kunkel、1948年9月2日 - ）は、アメリカ合衆国のドラマー。
ジェームス・テイラー、キャロル・キング、ジャクソン・ブラウン、ジョニ・ミッチェル、リンダ・ロンシュタット、カーリー・サイモンらの作品のレコーディングに数多く参加した。1970年代もっともよく知られたセッション・ミュージシャンの一人。

## 経歴
ペンシルバニア州ピッツバーグ出身。1968年、キャス・エリオット（本名：エレン・ナオミ・コーエン）の妹のリア・コーエンと結婚。妻のリア・カンケルは70年代から80年代にかけて、セッション・ボーカリスト、シンガーソングライターとして活躍した。2人の間には生まれたナサニエル・カンケルは音響技術者となった。キャス・エリオットが1974年7月29日に急死すると、リアはキャスの7歳の娘のオーエンを引き取った。
1970年代初頭にダニー・コーチマー（ギター）、リーランド・スカラー（ベース）、クレイグ・ダージー（キーボード）らと4組のインストゥルメンタル・グループ、「ザ・セクション（The Section）」を結成した。ザ・セクションは1972年から1977年にかけて3枚のアルバムを発表している。
1990年、ニコレット・ラーソンと結婚。1997年12月16日にラーソンが病死するまで結婚生活は続いた。ラーソンとの間には娘が一人いる。

## 主な参加作品
- ジェームス・テイラー
  - 『スウィート・ベイビー・ジェイムス』（1970年）
  - 『Mud Slide Slim and the Blue Horizon』（1971年）
  - 『One Man Dog』（1972年）
- キャロル・キング
  - 『つづれおり』（1971年）
  - 『ミュージック』（1971年）
  - 『サラブレッド』（1976年）
- ジョニ・ミッチェル
  - 『ブルー』（1971年）
  - 『For the Roses』（1972年）
- ジャクソン・ブラウン
  - 『Jackson Browne』（1972年）
  - 『フォー・エヴリマン』（1973年）
  - 『プリテンダー』（1976年）
  - 『孤独なランナー』（1977年）
- リンダ・ロンシュタット
  - 『ドント・クライ・ナウ』（1973年）
  - 『悪いあなた』（1974年）
  - 『哀しみのプリズナー』（1975年）
  - 『風にさらわれた恋』（1976年）
- カーリー・サイモン
  - 『ホットケーキ』（1974年）
  - 『人生はいたずら』（1975年）
- クロスビー&ナッシュ
  - 『グラハム・ナッシュ=デイヴィッド・クロスビー』（1972年）
  - 『ウィンド・オン・ザ・ウォーター』（1975年）
  - 「クロスビー・ナッシュ」（2004年）
- クロスビー、スティルス&ナッシュ
  - 『CSN』（1977年）
- クロスビー、スティルス、ナッシュ&ヤング
  - 『CSNY 1974』（2014年）
- ボブ・ディラン
  - 『新しい夜明け』（1970年）
- ポール・ウィリアムズ
  - 『Just an Old Fashioned Love Song』（1971年）
  - 『Life Goes On』（1972年）
- カーラ・ボノフ
  - 『カーラ・ボノフ』（1977年）
  - 『ささやく夜』（1979年）
  - 『Wild Heart of the Young』（1982年）
- デヴィッド・ゲイツ
  - 『First』（1973年）
- ロジャー・マッギン
  - 『Peace on You』（1974年）
- J.D.サウザー
  - 『Black Rose』（1976年）
- スティーヴィー・ニックス
  - 『Bella Donna』（1981年）
  - 『The Wild Heart』（1983年）
- ドン・ヘンリー
  - 『I Can't Stand Still』（1982年）
- アート・ガーファンクル
  - 『愛への旅立ち』（1975年）
  - 『シザーズ・カット〜北風のラストレター』（1981年）
- エリック・カルメン
  - 『チェンジ・オブ・ハート』（1978年）
- アンドリュー・ゴールド
  - 『What's Wrong with This Picture?』（1976年）
  - 『All This and Heaven Too』（1978年）
- ジョン・ステュアート
  - 『Willard』（1970年）
  - 『The Lonesome Picker Rides Again』（1971年）
- ビル・ウィザース
  - 『Menagerie』（1977年）
- トニー・コジネク
  - 『バッド・ガール・ソングス』（1970年）
- 浜田省吾
  - 「イメージの詩」（1997年）
- 竹内まりや
  - 「UNIVERSITY STREET」（1979年）
- 吉田拓郎
  - 「Long time no see」（1995年）
  - 「感度良好 波高し」（1996年）
- SING LIKE TALKING
  - 「ENCOUNTER」 （1993年）